# Asteroid City
Asteroid City (mesmo título em Portugal e no Brasil) é um longa-metragem de drama, comédia romântica e ficção científica estadunidense dirigido, escrito e coproduzido por Wes Anderson a partir de uma história inicial escrita por Anderson e Roman Coppola. A narrativa segue os eventos transformadores que ocorrem em uma convenção anual Junior Stargazer em 1955. Descrito como "maior do que a maioria dos outros filmes de Anderson que são conjuntos por natureza", o elenco do filme incluí Jason Schwartzman, Scarlett Johansson, Tom Hanks, Jeffrey Wright, Tilda Swinton, Bryan Cranston, Edward Norton, Adrien Brody, Liev Schreiber, Hope Davis, Steve Park, Rupert Friend, Maya Hawke, Steve Carell, Matt Dillon, Hong Chau, Willem Dafoe, Margot Robbie, Tony Revolori, Jake Ryan e Jeff Goldblum.
A estreia do longa está programada para acontecer no 76º Festival de Cinema de Cannes em Maio de 2023, na principal competição onde competirá pelo principal prêmio do evento, o Palm d'Or. E está programado para ser lançado pela Focus Features nos Estados Unidos em um lançamento nos cinemas limitado em 16 de junho de 2023, antes de expandir para um lançamento amplo em 23 de junho de 2023. No Brasil, sua estreia está marcada para 10 de Agosto de 2023.

## Elenco
- Jason Schwartzman como Augie Steenbeck[14]
- Scarlett Johansson como Midge Campbell[15]
- Tom Hanks[16]
- Jeffrey Wright como General Grif Gibson[17]
- Tilda Swinton[18]
- Bryan Cranston[17]
- Edward Norton[19]
- Adrien Brody[20]
- Liev Schreiber como Ed[17]
- Hope Davis[17]
- Stephen Park como Roger[21]
- Rupert Friend como Montana[14][22]
- Maya Hawke[23]
- Steve Carell[19]
- Matt Dillon como Walter Geronimo[24][25]
- Hong Chau[19]
- Willem Dafoe[19]
- Margot Robbie[26]
- Tony Revolori[27]
- Jake Ryan como Woodrow Steenbeck[28]
- Jeff Goldblum[17]
- Sophia Lillis[29]
- Fisher Stevens[30]
- Ethan Josh Lee como Ricky[31]
- Grace Edwards[19]
- Aristou Meehan como Clifford[19]
- Rita Wilson[19]
- Jarvis Cocker[32]
- Bob Balaban[33]

## Produção

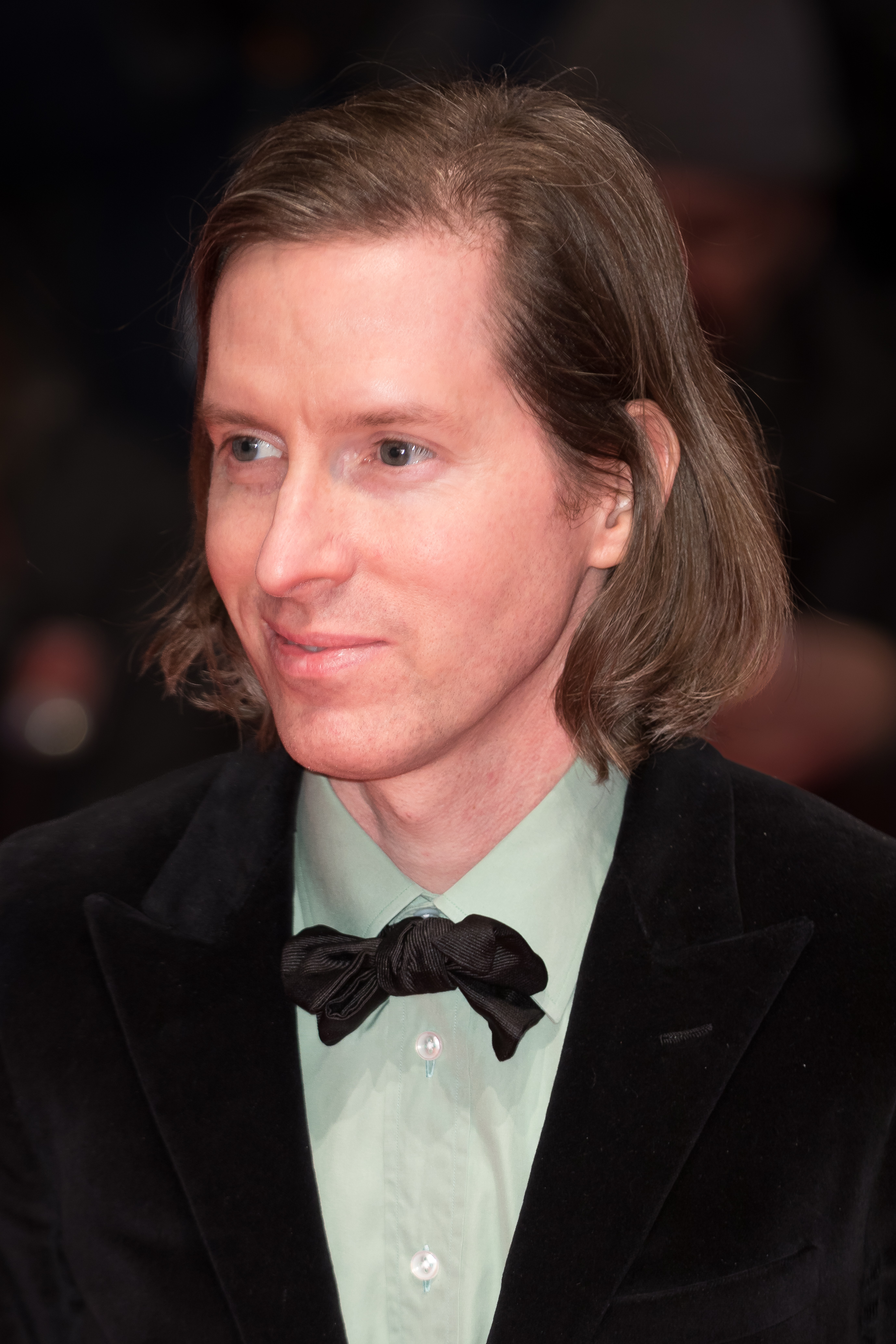
Escritor, diretor e produtor Wes Anderson

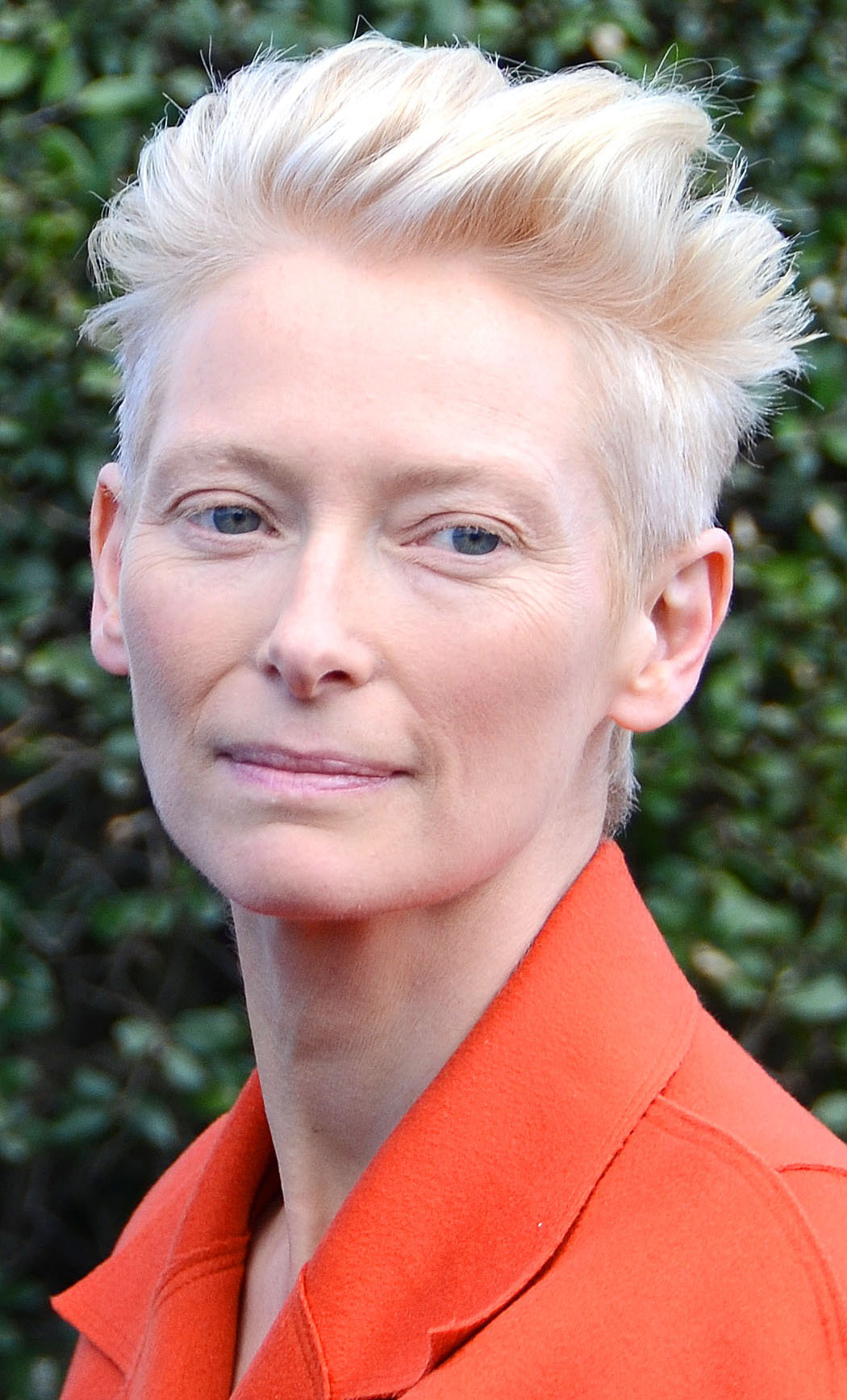
Tilda Swinton foi a primeira pessoa a se juntar ao elenco, fazendo isso em junho de 2021. Asteroid City é sua quinta colaboração com o diretor Wes Anderson.

Em setembro de 2020, foi revelado que Wes Anderson estaria escrevendo e dirigindo um filme de romance, que ele produziria ao lado de Jeremy Dawson e Steven Rales para American Empirical Pictures e Indian Paintbrush. Em fevereiro de 2021, Michael Cera e Jeff Goldblum entraram em negociações para estrelar o próximo filme do diretor, que agora foi descrito como sendo sobre um "grupo de adolescentes inteligentes,", Tilda Swinton foi a primeira pessoa a se juntar oficialmente ao elenco, fazendo isso em junho de 2021. As filmagens principais, foi originalmente marcada para Roma, mas ocorreu na Espanha entre agosto e outubro de 2021. Vários cenários em Chinchón, Madri, lembrando uma paisagem desértica e uma estação de trem simulada, foram usados para as filmagens. O membro do elenco Fisher Stevens disse que o filme incluiria "o elenco mais louco desde The Bridge on the River Kwai (1957)" e que o elenco e a equipe "estavam todos reunidos em um hotel, que era um antigo mosteiro".  O título do filme foi revelado como Asteroid City no BFI London Film Festival em outubro de 2021. Alexandre Desplat compôs a trilha sonora do filme em sua sexta colaboração com Anderson.

## Lançamento
Asteroid City fará sua estreia no 76º Festival de Cinema de Cannes em maio de 2023. E está programado para ser lançado pela Focus Features nos Estados Unidos em um lançamento nos cinemas limitado em 16 de junho de 2023, antes de expandir para um lançamento amplo em 23 de junho de 2023. Em Portugal, foi lançado em 22 de junho de 2023, e no Brasil, em 10 de agosto de 2023.

### Marketing
Um teaser pôster de Asteroid City foi lançado em 28 de março de 2023. O primeiro trailer foi lançado no dia seguinte, apresentando uma versão de Johnny Duncan de 1957 da canção "Last Train to San Fernando". Jazz Monroe, do Pitchfork, chamou o trailer de "extremamente andersoniano", enquanto Charles Pulliam-Moore, do The Verge, escreveu que o filme "se parece e se sente exatamente como você pensaria que um filme de Wes Anderson sobre a maioridade sobre observação de estrelas no deserto faria".